# Alexander Robey Shepherd

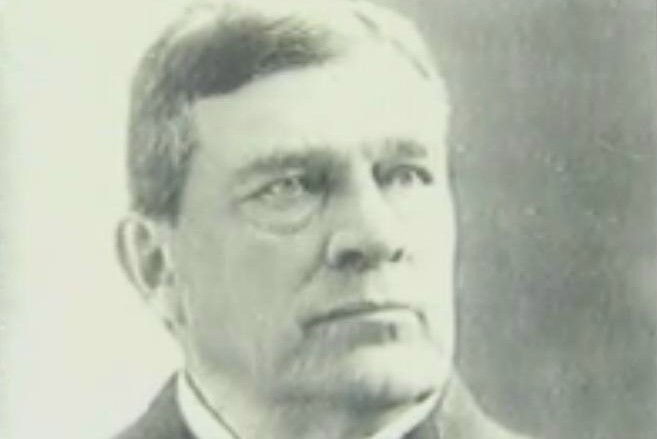
Alexander Robey Shepherd

Alexander Robey Shepherd (* 30. Januar 1835 in Washington, D.C.; † 12. September 1902 in Batopilas, Mexiko) war ein US-amerikanischer Politiker. In den Jahren 1873 und 1874 war er Gouverneur des District of Columbia und damit faktisch Bürgermeister von Washington D.C.

## Werdegang
Alexander Shepherd verließ mit 13 Jahren die Schule und absolvierte eine Lehre im Klempnerhandwerk. Später machte er auf diesem Gebiet seine eigene Firma auf. Außerdem stieg er sehr erfolgreich in das Immobiliengeschäft in Washington ein. Dabei wurde er ein reicher und politisch einflussreicher Bürger der Bundeshauptstadt. Zu Beginn des Bürgerkrieges diente er für drei Monate im Heer der Union. Politisch schloss er sich der Republikanischen Partei an. Innerhalb seiner Partei wurde er der mächtigste Mann auf kommunaler Ebene in Washington, der die lokale Partei dort praktisch führte. Zwischen 1861 und 1871 saß er im Stadtrat. Dabei setzte er sich für die Sklavenbefreiung und das Wahlrecht für die ehemaligen Sklaven ein.
Als im Jahr 1870 die Stadt vor dem wirtschaftlichen Kollaps stand, der dem früheren Bürgermeister Sayles Jenks Bowen zugeschrieben wurde, machte Shepherd den Vorschlag einer umgreifenden Verwaltungsreform im gesamten District of Columbia. Diese Reform wurde dann 1871 vom Kongress umgesetzt. Die wichtigsten Punkte waren die Vereinigung der bis dahin selbständigen Städte Washington und Georgetown, das in Washington aufging, sowie die Umwandlung des Bezirks zu einem US-Territorium. Dieses sollte von einem vom US-Präsidenten ernannten Territorialgouverneur verwaltet werden, der dann in etwa die Funktion eines Bürgermeisters hatte. Zum ersten Gouverneur ernannte Präsident Ulysses S. Grant seinen Freund Henry D. Cooke, der ein politischer Anhänger Shepherds war. Dieser wurde Mitglied im Board of Public Works. Da Gouverneur Cooke sich wenig um seine Amtsgeschäfte kümmerte, konnte Shepherd bereits damals Einfluss auf die Angelegenheiten der Stadtverwaltung nehmen. Nach Cookes Rücktritt ernannte Präsident Grant Shepherd offiziell zum neuen Territorialgouverneur des Bundesbezirks.
Shepherd übte sein Amt nur für kurze Zeit in den Jahren 1873 und 1874 aus. Er setzte sich für Rassenintegration und das Frauenwahlrecht ein. Außerdem begann er ein enormes Programm zur Verbesserung der Infrastruktur des Bezirks. Diese Reformen waren allerdings nicht finanzierbar und trieben die Verschuldung in die Höhe. Als Folge hatte er die Steuern erhöht, was zu einer Unzufriedenheit der Bürger führte, die kaum noch in der Lage waren, die Abgaben zu zahlen. Gleichzeitig wurden finanzielle Machenschaften zwischen Shepherd und seinen Geschäftsfreunden aufgedeckt. Alle diese Faktoren zusammen mit der Tatsache, dass der Bundesbezirk praktisch finanziell bankrott war, führten zu einer erneuten Reform der Verwaltung. Das Territorium wurde wieder aufgelöst. Zwischen 1874 und 1967 wurde der District of Columbia von einem aus drei Personen und vom jeweiligen US-Präsidenten ernannten Ausschuss (Board of Commissioners) verwaltet. Diesem Ausschuss gehörte jeweils ein Mitglied der Demokratischen Partei und ein Mitglied der Republikanischen Partei an. Die dritte Person war ein Baufachmann, dessen Parteizugehörigkeit beliebig war. Dieser Ausschuss wählte ein Mitglied zu seinem Präsidenten, der dann praktisch die Verwaltung des Bundesdistrikts leitete, auch wenn er nicht den offiziellen Titel eines Bürgermeisters trug. Shepherd verlor sein Amt nach dieser Reform im Jahr 1874, obwohl Präsident Grant ihn in das neue Verwaltungsgremium berufen hatte. Der US-Senat lehnte diese Ernennung aber noch am selben Tag ab. Erster Präsident des Board of Commissioners und damit praktisch Bürgermeister wurde William Dennison.
Trotz aller Vorwürfe gegen Shepherd wurden Teile seiner Politik zur Verbesserung der Infrastruktur umgesetzt. Somit war er ein Wegbereiter des modernen Washington. Bis zum Jahr 1876 war Shepherd noch in Washington in der Immobilienbranche tätig, doch musste er in diesem Jahr private Insolvenz anmelden. Er ging nach Batopilas im mexikanischen Bundesstaat Chihuahua, wo es ihm innerhalb von ca. 20 Jahren gelang, im Silberbergbau ein neues Vermögen aufzubauen. Dort ist er am 12. September 1902 an den Folgen einer Blinddarmoperation verstorben.